# Raseborgs prosteri

Karta över Raseborgs prosteri.

Raseborgs prosteri är ett prosteri inom Borgå stift i Finland. Det leds till år 2022 av kontraktsprosten, kyrkoherde Anders Lindström.
Ett stift är indelat i prosterier enligt Domkapitlets beslut. I prosteriet finns en kontraktsprost som väljs bland kyrkoherdarna och kaplanerna i prosteriets församlingar. Prosteriet sköter bland annat en del av förvaltningen och stöder på olika sätt församlingarna i prosteriet.

## Församlingar inom prosteriet
Följande församlingar tillhöra Raseborgs prosteri:
- Ekenäsnejdens svenska församling
- Hangö svenska församling
- Ingå församling
- Karis-Pojo svenska församling
- Sjundeå svenska församling

### Tidigare församlingar
Lista över församlingar som har tillhört Raseborgs prosteri, men som inte längre finns:
- Antskogs bruksförsamling
- Bromarvs församling
- Degerby församling
- Ekenäs församling
- Ekenäs landsförsamling
- Fagervik bruksförsamling
- Hangö stadsförsamling
- Hangö landsförsamling
- Jussarö församling
- Karis församling
- Karis svenska församling
- Sjundeå församling
- Svartå bruksförsamling
- Pojo församling
- Snappertuna församling
- Tenala församling